# Oliver Renault
Oliver Renault, francoski general, * 1878, † 1961.